# Estación de Sotopalacios
Sotopalacios fue una estación de ferrocarril situada en la localidad española de Sotopalacios, dentro del término municipal de Merindad de Río Ubierna, que pertenecía al ferrocarril Santander-Mediterráneo. En la actualidad las instalaciones se encuentran abandonadas.

## Situación ferroviaria
Las instalaciones se encontraban situadas en el punto kilométrico 265,830 de la línea férrea de ancho ibérico Santander-Mediterráneo, a 855 metros de altitud sobre el nivel del mar.

## Historia
Construida por la Compañía del Ferrocarril Santander-Mediterráneo, entraría en servicio en agosto de 1928 con la inauguración del tramo Burgos-Peñahorada. En 1941, con la nacionalización de los ferrocarriles de ancho ibérico, las instalaciones pasaron a manos de RENFE. Tras caer en declive, en 1981 la estación fue rebajada de categoría y reclasificada como apeadero. Dejó de prestar servicio con la clausura de la línea Santander-Mediterráneo, en enero de 1985. En la actualidad la antigua estación se encuentra abandonada y en pésimo estado de conservación, con su entorno convertido en un estercolero.